# Varunidae
Varunidae (лат.) — семейство десятиногих раков из инфраотряда крабов (Brachyura).
Систематическое положение этого семейства, части таксономически запутанного надсемейства Grapsoidea, подвергается пересмотру. В течение долгого времени оно было в ранге подсемейства в семействе Grapsidae, но, по-видимому, ближе всего к Macropthalmus и Mictyridae, которые обычно располагаются в надсемействе Ocypodoidea. Таким образом, может быть лучше объединить последнее надсемейство с Grapsoidea, сохранив последнее название, поскольку оно старше.
Несмотря на это, пересмотр Grapsoidea (в узком, но, по-видимому, все ещё в парафилетическом смысле) также не завершён полностью, так как многие таксоны еще предстоит пересмотреть. Уже несколько бывших родов Grapsidae были перенесены в Varunidae, а другие предварительно размещены здесь в ожидании подробного изучения. Среди наиболее примечательных видов китайский мохнаторукий краб.

## Классификация
В семействе 5 подсемейств и 38 родов:
Asthenognathinae Stimpson, 1858
- Asthenognathus Stimpson, 1858
- † Globihexapus Schweitzer & Feldmann, 2001

Cyclograpsinae H. Milne-Edwards, 1853
- Austrohelice K. Sakai, Türkay & Yang, 2006
- Chasmagnathus De Haan, 1833
- Cyclograpsus H. Milne-Edwards, 1837
- Helicana K. Sakai & Yatsuzuka, 1980
- Helice De Haan, 1833
- Helograpsus Campbell & Griffin, 1966
- Metaplax H. Milne-Edwards, 1852
- † Miosesarma Karasawa, 1989
- Neohelice K. Sakai, Türkay & Yang, 2006
- Paragrapsus H. Milne-Edwards, 1853
- Parahelice K. Sakai, Türkay & Yang, 2006
- Pseudohelice K. Sakai, Türkay & Yang, 2006

Gaeticinae Davie & N. K. Ng, 2007
- Gaetice Gistel, 1848
- Gopkittisak Naruse & P. F. Clark, 2009
- Sestrostoma Davie & N. K. Ng, 2007

Thalassograpsinae Davie & N. K. Ng, 2007
- Thalassograpsus Tweedie, 1950

Varuninae H. Milne-Edwards, 1853
- Acmaeopleura Stimpson, 1858
- Brachynotus De Haan, 1833
- Cyrtograpsus Dana, 1851
- Eriocheir De Haan, 1835
- Grapsodius Holmes, 1900
- Hemigrapsus Dana, 1851
- Neoeriocheir T. Sakai, 1983
- Noarograpsus N. K. Ng, Manuel & Ng, 2006
- Orcovita Ng & Tomascik, 1994
- Otognathon Ng & Stevcic, 1993
- Parapyxidognathus Ward, 1941
- Platyeriocheir N. K. Ng, J. Guo & Ng, 1999
- Pseudogaetice Davie & N. K. Ng, 2007
- Pseudograpsus H. Milne-Edwards, 1837
- Ptychognathus Stimpson, 1858b
- Pyxidognathus A. Milne-Edwards, 1879
- Scutumara Ng & Nakasone, 1993
- Tetragrapsus Rathbun, 1918
- Utica White, 1847
- Varuna Milne-Edwards, 1830

Род Xenograpsus, ранее входивший в состав Varunidae, теперь выделяется в отдельное семейство Xenograpsidae.